# ドクター・ドリトル3
『ドクター・ドリトル3』（Dr.Dolittle3）は、2006年にビデオ映画として発売されたアメリカ合衆国の映画作品。2001年公開の劇場映画『ドクター・ドリトル2』の続編である。日本では2010年にDVDが発売された。

## あらすじ
女子高生のマヤ・ドリトルは父のジョン・ドリトルと同様に動物と話せる特殊能力を持っているが、変人扱いされるのが嫌でその能力を公にすることは無かった。そんなある日、パーティーに通っていることを母のリサから咎められたマヤは罰として、デュランゴ牧場に泊まり込みで牧場の仕事を手伝うことになった。しかし、牧場が経営難で売却される危機に陥り、離ればなれになりたくない動物たちの願いを聞き入れたことでマヤは初めて自分の能力を活用する機会を確信する。そして、マヤは牧場再興の為に優勝賞金を手にすべく、牧場の馬とコンビを組んでロデオ大会に参加する。

## キャスト
| 役名                 | 俳優                   | 吹き替え   | 吹き替え |
| 役名                 | 俳優                   | DVD版      |          |
| -------------------- | ---------------------- | ---------- | -------- |
| マヤ・ドリトル       | カイラ・プラット       | 小島幸子   |          |
| リサ・ドリトル       | クリステン・ウィルソン | 高島雅羅   |          |
| ボー・ジョーンズ     | ウォーカー・ハワード   | 楠大典     |          |
| ジャド・ジョーンズ   | ジョン・エイモス       | 藤本譲     |          |
| ウォルター           | ジョン・ノヴァク       | 水野龍司   |          |
| 犬のラッキー（声）   | ノーム・マクドナルド   | 牛山茂     |          |
| ブルックリン         | ルシアナ・キャロ       | 伊藤亜矢子 |          |
| クレイトン           | トミー・スナイダー     | 斉藤瑞樹   |          |
| タイラー             | カラム・ワーシー       | 成瀬誠     |          |
| 馬のブッチ（声）     | ゲイリー・ビューシイ   | 斎藤志郎   |          |
| ヴィヴィカ           | シャーラン・シモンズ   |            |          |
| ピーター             | ジェームズ・カーク     |            |          |
| 酔っぱらいサル（声） | フィル・プロクター     | 後藤敦     |          |

その他の日本語吹替：武藤正史、星野貴紀、伊藤静、石井真、加納千秋、須部和佳奈、駒谷昌男、加藤悦子、水白和希、丸山壮史
日本語版制作スタッフ
演出：佐々木由香、翻訳：四方保代、制作：東北新社

## 反響
劇場映画であったパート1・2主演のエディ・マーフィは、本作には出演していない。前作までの人気も有りセル・レンタルの成績は良かったものの作品自体の評価は芳しくなく、一例として米国のレビューサイト・ロッテントマトに寄稿したDVD Talkのスコット・ウェインバーグは本作を「チープで単調で退屈」と評している。